# Harmonijka ustna

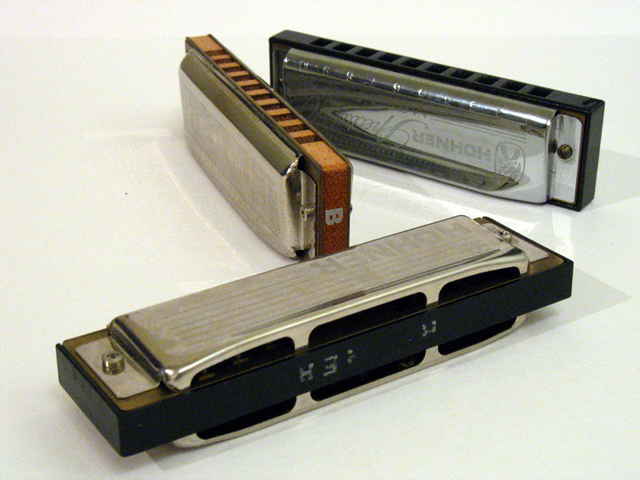
Harmonijki ustne diatoniczne

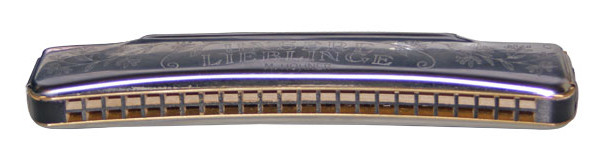
Harmonijka ustna, „Oktawa wiedeńska”

Harmonijka ustna – instrument muzyczny z grupy idiofonów języczkowych. Dźwięk wydobywa się podczas ruchu powietrza w szczelinach, przy których znajdują się metalowe blaszki zwane stroikami (pot. języczkami), które wprawione w drgania wydają dźwięki zależne od ich długości. Harmonijka ustna była pierwszym instrumentem Jimiego Hendrixa.
Najstarszym przodkiem harmonijki jest instrument sheng, skonstruowany przez starożytnych Chińczyków około 3000 roku p.n.e. W Europie instrumenty stroikowe mają dużo skromniejszą historię. Pod koniec XVIII w. petersburski konstruktor organów Kirschnigk, zainspirowany grą Johanna Wildego (1689–1762) na shengu zbudował organy, w których najwyższy rejestr wyposażył w stroiki przelotowe, zamiast tradycyjnych piszczałek. W 1792 współpracownik Kirschnigka, szwedzki organmistrz Georg Christoffer Rackwitz zbudował orchestrion dla Georga Josepha Voglera (1749–1814), kompozytora i wirtuoza organów. Podczas podróży koncertowych po całej Europie Vogler przyczynił się do popularyzacji instrumentów ze stroikami przelotowymi.
W 1804 powstał pierwszy samodzielny instrument stroikowy – panharmonikon, na który pierwszy utwór skomponował Ludwig van Beethoven.
Rozkład dźwięków na harmonijce diatonicznej
strój Richtera, w tonacji C
| (wydech) | C | E | G | C | E | G | C | E | G | C  |
| (kanał)  | 1 | 2 | 3 | 4 | 5 | 6 | 7 | 8 | 9 | 10 |
| (wdech)  | D | G | H | D | F | A | H | D | F | A  |

Oznaczenia oktaw na diagramie:
| C | CI | CII | CIII | CIIII |